# Wybory do Parlamentu Europejskiego w Grecji w 2009 roku
Wybory do Parlamentu Europejskiego w Grecji w 2009 roku zostały przeprowadzone 7 czerwca 2009. Grecy wybrali 22 posłów do Parlamentu Europejskiego VII kadencji zgodnie z przepisami traktatu nicejskiego. Wybory wygrał Panhelleński Ruch Socjalistyczny (PASOK), zdobywając 36,64% głosów i 8 mandatów. Do Parlamentu Europejskiego swoich przedstawicieli wprowadziły również: Nowa Demokracja, Komunistyczna Partia  Grecji, SYRIZA, Ludowe Zgromadzenie Prawosławne, Ekolodzy-Zieloni.

## Wyniki wyborów
| Partia                                   | Głosy     | %     | Mandaty |
| ---------------------------------------- | --------- | ----- | ------- |
| Panhelleński Ruch Socjalistyczny (PASOK) | 2 278 030 | 36,64 | 8       |
| Nowa Demokracja (ND)                     | 1 655 636 | 32,29 | 8       |
| Komunistyczna Partia Grecji (KKE)        | 428 283   | 8,35  | 2       |
| Ludowa Koalicja Prawosławna (LAOS)       | 366 615   | 7,14  | 2       |
| Radykalna Lewica (SYRIZA)                | 240 898   | 4,70  | 1       |
| Ekolodzy-Zieloni (OP)                    | 178 964   | 3,49  | 1       |
| Pozostali                                | 377 982   | 7,38  | –       |
| Razem                                    | 5 127 237 | 100   | 22      |
| Głosy nieważne i puste                   | 133 799   |       |         |